# Olympische Jugend-Sommerspiele 2018/Teilnehmer (Bosnien und Herzegowina)
| Gelbes Symbol für Goldmedaillen mit stilisierten Olympischen Ringen | Graues Symbol für Silbermedaillen mit stilisierten Olympischen Ringen | Braundes Symbol für Bronzemedaillen mit stilisierten Olympischen Ringen |
| ------------------------------------------------------------------- | --------------------------------------------------------------------- | ----------------------------------------------------------------------- |
| —                                                                   | —                                                                     | —                                                                       |

Die Jugend-Olympiamannschaft von Bosnien und Herzegowina für die III. Olympischen Jugend-Sommerspiele vom 6. bis 18. Oktober 2018 in Buenos Aires (Argentinien) bestand aus sechs Athleten. Sie konnten keine Medaillen gewinnen. Fahnenträgerin bei der Eröffnungsfeier war die Schwimmerin Emina Pašukan.

## Athleten nach Sportarten

### Leichtathletik
| Mädchen - Aleksandra Roljić 800 m: 19. Platz | Jungen - Jovan Rosić 800 m: 21. Platz |

### Schießen
Jungen
- Amar Dizdarević
Luftgewehr 10 m, Einzel: 18. Platz in der Qualifikation
Luftgewehr 10 m, Mannschaft: 13. Platz (mit  Serbien Marija Malić)

### Schwimmen
| Mädchen - Emina Pašukan 50 m Brust: 28. Platz in der Qualifikation 100 m Brust: 34. Platz in der Qualifikation 200 m Brust: 23. Platz in der Qualifikation - Tina Tadić 200 m Brust: 35. Platz in der Qualifikation | Jungen - Fatih Tahirović 50 m Schmetterling: 32. Platz in der Qualifikation |